# 菊田知彦
菊田 知彦（きくた ともひこ）は、日本の歌手である。東京都府中市出身。

## 略歴
かつて平井堅を抑えてオーディションに優勝し、トーラスレコードよりメジャーデビューを果たしたという経歴を持つ。現在は会社勤めの傍ら、カフェでのライブ等で音楽活動を続けている。私生活では子供が2人いる。

## ディスコグラフィー

### シングル
1. きみを愛することは誰にも（1993年7月28日） 
  1. きみを愛することは誰にも（作詞：西尾佐栄子/作曲：多々納好夫/編曲：有賀啓雄）
  2. 地図を飛ばす風（作詞：石川あゆ子/作曲：谷本新/編曲：有賀啓雄）
  3. きみを愛することは誰にも（オリジナル・カラオケ）
  4. 地図を飛ばす風（オリジナル・カラオケ）
2. 普通の日曜日に（1996年10月21日）
  1. 普通の日曜日に（作詞：佐藤ありす/作曲：TSUKASA/編曲：西本明）- 朝日放送・テレビ朝日系アニメ『花より男子』オープニングテーマ
  2. ケンカのあとで…（作詞：里乃塚玲央/作曲：TSUKASA/編曲：西本明）- 朝日放送・テレビ朝日系アニメ『花より男子』エンディングテーマ
  3. 普通の日曜日に（Original Karaoke）
  4. ケンカのあとで…（Original Karaoke）
3. Beat on Dream on（1999年3月21日）
  1. Beat on Dream on（作詞：小室みつ子/作曲：井上大輔/編曲：須藤賢一）- 毎日放送・TBS系特撮ドラマ『ウルトラマンガイア』エンディングテーマ
  2. 青い狼（作詞：小室みつ子/作曲：井上大輔/編曲：須藤賢一）- 毎日放送・TBS系特撮ドラマ『ウルトラマンガイア』イメージソング
  3. Beat on Dream on（Instrumental）
  4. 青い狼（Instrumental）

### 参加作品
1. Various Artists「Happy Valentine」（1994年1月19日）
M-8「JUST.君を抱きしめたい」（作詞：渡辺なつみ/作曲：長沢ヒロ/編曲：西脇辰弥）
2. Various Artists「Graduation」（1994年2月16日）
M-6「想い出にしたくない」（作詞：西尾佐栄子/作曲・編曲：中崎英也）